# Realizam (likovna umjetnost)
Realizam (latinski za „realan, stvaran”) u likovnoj umjetnosti (pretežito u slikarstvu i grafici) je stilski pravac koji teži postizanju iluzije zbilje, a traje od polovice do kraja 19. stoljeća (premda se djela stvarana po načelima relizma javljaju i prije, a i danas ima djela koja se stvaraju prema načelima realizma). Realizam se zalaže za objektivnost i uvjerljivost prikazivanja i opisivanja činjenične stvarnosti i razotkriva zakonitosti društva. 
Pedesetih godina 19. stoljeća u Francuskoj javlja se mišljenje da je romantičarsko isticanje osjećaja i mašte samo bježanje od stvarnosti vremena Europskih građanskih revolucija (1848.). Najprije se proširio u Njemačkoj, te neizravno utjecao na umjetnost cijele Europe i na europski nadahnutu umjetnost obiju Amerika. Napredak znanosti, industrije i tehnike omogućio je izradu prvih fotografija koje umjetnici koriste kao pomoćno sredstvo.

## Razvoj i odlike
Glavni predstavnik tog pravca je Gustave Courbet (1819. – 1877.), nastavljač mnogih ranijih stilskih razdoblja (nizozemskoga i španjolskoga baroka) i pojedinih istaknutih umjetnika (braće Le Nain, sudionika Barbizonske škole, C. Corota i osobito J.-F. Milleta s realističnim prikazima seljaka pri radu u polju i kući). On je želio slikati „heroizam modernog života” (Baudelaire) i smatrao da se suvremeni umjetnik mora držati svog osobnog neposrednog doživljaja pa stoga mora biti realističan. Courbetova prva realistična slika bila je Tucači kamena iz 1849. god. na kojoj su dva lika, jedan mladić i jedan starac, u prirodnoj veličini, kojima ne treba romantičarski patetični osjećaj jer sami likovi iz nas izvlače suosjećanje jer su oba godinama neprilagođeni za ovaj težak rad.
Courbet slika preko 6 metara dugo platno koje se zove jednostavno Atelje ili „Stvarna alegorija u kojoj je sažeto sedam godina mog umjetničkog života”. Na lijevoj strani kompozicije su njegovi prijatelji sa sela, lovci, a na desnoj Parižani među kojima je njegov prijatelj i pjesnik Baudelaire, dok je u sredini prikaz samog slikara okruženog djetetom koje predstavlja nevinost i ženskim aktom koji predstavlja golu istinu. 
Najosebujniji umjetnik francuskog realizma kojeg Balzac uspoređuje s Michelangelom je Daumier (1808. – 1879.). Honoré Daumier je slikar koji je poznatiji po svojim satiričnim političkim karikaturama u novinama. U svojim slikama s romantičkim temama razvio je smjeli osobni stil u kojemu likovi posjeduju snažnu kiparsku jednostavnost (npr. platna i crteži s pustolovinama Don Kihota). Njegova slika Vagon trećeg razreda prikaz je radnika i seljaka koji su naslikani naturalistički u smeđim tonovima i potpuno pasivni okruženi sumornom atmosferom.
Tematika siromašnog sela javlja se i na slikama Milleta koji likove prikazuje kao zatvorene volumene u kontrastu prema pojednostavljenoj pozadini. Lika na slici Sijač, izveden kao čvrsta forma u prvom planu, zauzima gotovo cijeli format slike i naglom kretnjom postiže dinamičnost. 
Osim Courbeta još je jedan slikar šokirao javnost 1863. godine. To je bio Edouard Manet (1832. – 1883.) koji je prvi shvatio Courbetov puni značaj, no za razliku od Courbeta, Manet nije želio slikati stvarne događaje. Njegova slika Doručak na travi iz 1863. g. suprotstavlja suvremeni moral u liku odjevenih muškaraca s nagim likom žene u prirodnom okolišu. Bazirana je na Raffaelovoj slici Parisov sud i izazvala je sablazan zbog smještaja gole žene uz dva odjevena muškarca suvremenog izgleda i negiranja dubine slike disproporcionalnošću lika u pozadini u odnosu na prednji plan. Ova slika je vizualni manifest umjetničke slobode jer je prva slika u kojoj slikar slobodno kombinira bilo koje elemente radi estetskog dojma. To je početak shvaćanja larpurlartizma tj. načela „umjetnost radi umjetnosti” koje je zavladalo kasnije i posijalo razdor između konzervativaca i naprednih umjetnika do kraja 19. st. Po Manetu, slika treba da bude „čisto slikarstvo” poteza kista, a ne tradicionalni „prozor u svijet”, te su njegove slike lišene opisnih sjena, pa čak i okoline uopće (Frulaš, 1866.). Njegovo slikarstvo tretmanom svjetla i boje predstavlja preteču impresionizma kojem u kasnim radovima i sam pripada.
Realizam je bio razlog osnivanja i društva ruskih umjetnika poznatih kao peredvižnjevci 1863. godine. Glavni predstavnik ovog društva bio je Ilja Jefimovič Rjepin.
Na estetici realizma nastalo je više smjerova u likovnoj umjetnosti 20. st.: socijalistički realizam, nova stvarnost, magični realizam, hiperrealizam i novi realizam.
- Vjekoslav Karas, Rimljanka s lutnjom, oko 1845.-1847.
- Jean-François Millet, Pabirčenje, 1857., ulje na platnu, 85 × 111,8 cm, d'Orsay, Pariz.
- Edouard Manet, Doručak na travi, 1863., ulje na platnu, 208 × 264 cm, D'Orsay, Pariz.
- Camille Corot, Suvenir Mortefontainea, 1864., ulje na platnu, 65,5 × 89 cm, Louvre, Pariz.
- Thomas Eakins, Klinika Gross, 1875., ulje na platnu, 240 × 200 cm, Muzej umjetnosti, Philadelphia.
- Ilja Rjepin, Zaporoški kozaci pišu podrugljivo pismo turskom sultanu, 1880. – 1891., ulje na platnu, 203 × 358 cm, Ruski nacionalni muzej, Sankt-Peterburg.

## Ostali znameniti umjetnici realizma
- Francuska: Jean-Baptiste-Camille Corot, Théodore Rousseau, Jules Breton, Charles-François Daubigny, Henri Fantin-Latour, William-Adolphe Bouguereau, Rosa Bonheur
- Hrvatska: Vjekoslav Karas, Josip Račić
- Norveška: Eilif Peterssen
- Njemačka: Oswald Achenbach, Wilhelm Leibl, Adolph Menzel, Hugo von Habermann, Hans Thoma i Wilhelm Trübner
- Srbija: Paja Jovanović, Dragan Malešević Tapi, Uroš Predić, Đorđe Krstić
- Rusija: Ivan Konstantinovič Ajvazovski, Viktor Mihajlovič Vasnjecov, Ivan Ivanovič Šiškin, Vasilij Ivanovič Surikov, Vasilij Vasiljevič Vereščagin
- SAD: Winslow Homer, Thomas Eakins, William Morris Hunt
- Slovenija: Anton Ažbe, Ivana Kobilca, Gojmir Anton Kos i dr.

- Ilarion Prijanišnikov, Šaljivdžije, 1865.
- James McNeil Whistler, Aranžman u crnom i sivom, 1871.
- Jean-Baptiste-Camille Corot, Djevojka koja čita, 1868.
- Édouard Manet, Doručak u studiju, 1868.
- Jozef Israëls, Djeca mora, 1872.
- Viktor Mihajlovič Vasnjecov, Pokretna kuća, 1876.
- Jules Bastien-Lepage, Listopad, 1878.
- Ivan Kramskoj, Portret slikara Ivana Šiškina, 1880.
- Wilhelm Leibl, Tri žene u crkvi, 1881.
- Jules Breton, Ševina pjesma, 1884.
- Ivan Šiškin i Konstantin Savicki, Jutro u borovoj šumi, 1889.
- Henri Biva, Jezero s lopočima, oko 1905.
- John French Sloan, McSorley's Bar, 1912.
- Joaquín Sorolla y Bastida, Atunska ribarnica, 1919.

## Poveznice
- Ruski realizam
- Realizam u Hrvatskoj

## Vanjske poveznice
- Međunarodna udruga realista